# Beinheim
Beinheim település Franciaországban, Bas-Rhin megyében. Lakosainak száma 1904 fő (2022. január 1.). Beinheim Seltz, Forstfeld, Kesseldorf, Neuhaeusel, Roppenheim, Iffezheim és Rastatt községekkel határos.

## Népesség
A település népességének változása:
| Lakosok száma | 1871 | 1870 | 1892 | 1875 | 1928 | 1934 | 1924 | 1914 | 1904 |
|               | 2013 | 2015 | 2016 | 2017 | 2018 | 2019 | 2020 | 2021 | 2022 |